# Lenny Rubin
Lenny Rubin (født 1. februar 1996) er en schweizisk håndboldspiller for HSG Wetzlar og det schweiziske landshold.
Han repræsenterede Schweiz ved EM i håndbold for mænd i 2020.